# Wendy Holdener
Wendy Holdener (Unteriberg. 12. svibnja 1993.), švicarska je alpska skijašica, osvajačica dvaju malih kristalnih globusa i dvostruka svjetska prvakinja u alpskoj kombinaciji. Na Zimskim olimpijskim igrama 2018. osvojila je zlatno (momčadski), srebrno (slalom) i brončano odličje (kombinacija).
Ostvarila je postolja (njih 52, uz 5 pobjeda) u Svjetskom skijaškom kupu u svim disciplinama osim spusta. Na svjetskim prvenstvima je osvojila ukupno 3 zlatne i 6 srebrnih medalja.